# Milan Mijatović
Milan Mijatović (serb. Милан Мијатовић; ur. 26 lipca 1987 w Pljevlji) – czarnogórski piłkarz występujący na pozycji bramkarza w węgierskim klubie MTK Budapest FC oraz w reprezentacji Czarnogóry.

## Kariera klubowa

### Rudar Pljevlja
W 2006 roku podpisał kontrakt z klubem Rudar Pljevlja. 19 lipca 2007 zadebiutował w meczu kwalifikacji do Pucharu UEFA przeciwko Omonii Nikozja (2:0). W sezonie 2009/10 jego zespół zajął pierwsze miejsce w tabeli zdobywając mistrzostwo Czarnogóry.

### Mes Kerman
1 lipca 2012 przeszedł do drużyny Mes Kerman. Zadebiutował 20 października 2012 w meczu Iran Pro League przeciwko Pajkan Teheran (0:0).

### Zob Ahan Isfahan
1 lipca 2013 podpisał kontrakt z zespołem Zob Ahan Isfahan. Zadebiutował 5 września 2013 w meczu Iran Pro League przeciwko Fulad Ahwaz (1:0).

### FK Bokelj
23 lipca 2014 przeszedł do klubu FK Bokelj. Zadebiutował 9 sierpnia 2014 w meczu 1. CFL przeciwko FK Zeta (1:1). 30 czerwca 2016 zadebiutował w kwalifikacjach do Ligi Europy w meczu przeciwko FK Vojvodina (1:1).

### FK Dečić Tuzi
17 lipca 2016 podpisał kontrakt z drużyną FK Dečić Tuzi. Zadebiutował 6 sierpnia 2016 w meczu 1. CFL przeciwko OFK Petrovac (1:4).

### FK Budućnost Podgorica
1 lipca 2017 przeszedł do zespołu FK Budućnost Podgorica. Zadebiutował 11 lipca 2017 w meczu kwalifikacji do Ligi Mistrzów przeciwko FK Partizan (2:0). W 1. CFL zadebiutował 5 sierpnia 2017 w meczu przeciwko FK Iskra Danilovgrad (3:0).

### Lewski Sofia
18 czerwca 2019 podpisał kontrakt z klubem Lewski Sofia. Zadebiutował 11 lipca 2019 w meczu kwalifikacji do Ligi Europy przeciwko MFK Ružomberok (0:2). W efbet Liga zadebiutował 15 lipca 2019 w meczu przeciwko Dunaw Ruse (1:4).

### MTK Budapest
22 lipca 2020 przeszedł do drużyny MTK Budapest. Zadebiutował 14 sierpnia 2020 w meczu Nemzeti Bajnokság I przeciwko Ferencvárosi TC (1:1).

## Kariera reprezentacyjna

### Czarnogóra
W 2015 roku otrzymał powołanie do reprezentacji Czarnogóry. Zadebiutował 12 października 2015 w meczu eliminacji do Mistrzostw Europy 2016 przeciwko reprezentacji Rosji (2:0).

## Statystyki

### Klubowe
(aktualne na dzień 31 marca 2021)
| Klub                   | Sezon              | Liga                | Liga  | Liga   | Puchar kraju | Puchar kraju | Europa | Europa | Suma  | Suma   |
| Klub                   | Sezon              | Liga                | Mecze | Bramki | Mecze        | Bramki       | Mecze  | Bramki | Mecze | Bramki |
| ---------------------- | ------------------ | ------------------- | ----- | ------ | ------------ | ------------ | ------ | ------ | ----- | ------ |
| Rudar Pljevlja         | 2007/08            | 1. CFL              | 16    | 0      | 0            | 0            | 2      | 0      | 18    | 0      |
| Rudar Pljevlja         | 2008/09            | 1. CFL              | 0     | 0      | 0            | 0            | –      | –      | 0     | 0      |
| Rudar Pljevlja         | 2009/10            | 1. CFL              | 6     | 0      | 0            | 0            | –      | –      | 6     | 0      |
| Rudar Pljevlja         | 2010/11            | 1. CFL              | 28    | 0      | 5            | 0            | 0      | 0      | 33    | 0      |
| Rudar Pljevlja         | 2011/12            | 1. CFL              | 32    | 0      | 4            | 0            | 1      | 0      | 37    | 0      |
| Rudar Pljevlja         | Ogólnie            | Ogólnie             | 82    | 0      | 9            | 0            | 3      | 0      | 94    | 0      |
| Mes Kerman             | 2012/13            | Iran Pro League     | 11    | 0      | 0            | 0            | –      | –      | 11    | 0      |
| Mes Kerman             | Ogólnie            | Ogólnie             | 11    | 0      | 0            | 0            | 0      | 0      | 11    | 0      |
| Zob Ahan Isfahan       | 2013/14            | Iran Pro League     | 21    | 0      | 1            | 0            | –      | –      | 22    | 0      |
| Zob Ahan Isfahan       | Ogólnie            | Ogólnie             | 21    | 0      | 1            | 0            | 0      | 0      | 22    | 0      |
| FK Bokelj              | 2014/15            | 1. CFL              | 32    | 0      | 0            | 0            | –      | –      | 32    | 0      |
| FK Bokelj              | 2015/16            | 1. CFL              | 31    | 0      | 4            | 0            | –      | –      | 35    | 0      |
| FK Bokelj              | 2016/17            | 1. CFL              | 0     | 0      | 0            | 0            | 2      | 0      | 2     | 0      |
| FK Bokelj              | Ogólnie            | Ogólnie             | 63    | 0      | 4            | 0            | 2      | 0      | 69    | 0      |
| FK Dečić Tuzi          | 2016/17            | 1. CFL              | 32    | 0      | 3            | 0            | –      | –      | 35    | 0      |
| FK Dečić Tuzi          | Ogólnie            | Ogólnie             | 32    | 0      | 3            | 0            | 0      | 0      | 35    | 0      |
| FK Budućnost Podgorica | 2017/18            | 1. CFL              | 35    | 0      | 4            | 0            | 2      | 0      | 41    | 0      |
| FK Budućnost Podgorica | 2018/19            | 1. CFL              | 33    | 0      | 0            | 0            | 2      | 0      | 35    | 0      |
| FK Budućnost Podgorica | Ogólnie            | Ogólnie             | 68    | 0      | 4            | 0            | 4      | 0      | 76    | 0      |
| Lewski Sofia           | 2019/20            | efbet Liga          | 26    | 0      | 3            | 0            | 4      | 0      | 33    | 0      |
| Lewski Sofia           | Ogólnie            | Ogólnie             | 26    | 0      | 3            | 0            | 4      | 0      | 33    | 0      |
| MTK Budapest           | 2020/21            | Nemzeti Bajnokság I | 25    | 0      | 0            | 0            | –      | –      | 25    | 0      |
| MTK Budapest           | Ogólnie            | Ogólnie             | 25    | 0      | 0            | 0            | 0      | 0      | 25    | 0      |
| Ogólnie w karierze     | Ogólnie w karierze | Ogólnie w karierze  | 328   | 0      | 24           | 0            | 13     | 0      | 365   | 0      |

### Reprezentacyjne
(aktualne na dzień 31 marca 2021)
| Reprezentacja | Rok     | Mecze | Bramki |
| ------------- | ------- | ----- | ------ |
| Czarnogóra    |         |       |        |
| 2015          | 1       | 0     |        |
| 2016          | 1       | 0     |        |
| 2017          | 0       | 0     |        |
| 2018          | 2       | 0     |        |
| 2019          | 5       | 0     |        |
| 2020          | 6       | 0     |        |
| 2021          | 3       | 0     |        |
| Ogólnie       | Ogólnie | 18    | 0      |

| Mecze i gole w reprezentacji | Mecze i gole w reprezentacji | Mecze i gole w reprezentacji | Mecze i gole w reprezentacji | Mecze i gole w reprezentacji | Mecze i gole w reprezentacji | Mecze i gole w reprezentacji | Mecze i gole w reprezentacji |
| Lp.                          | Data                         | Miejsce                      | Gospodarz                    | Gość                         | Wynik                        | Gol                          | Rozgrywki                    |
| ---------------------------- | ---------------------------- | ---------------------------- | ---------------------------- | ---------------------------- | ---------------------------- | ---------------------------- | ---------------------------- |
| 1.                           | 12.10.2015                   | Moskwa                       | Rosja                        | Czarnogóra                   | 2:0                          |                              | el. ME 2016                  |
| 2.                           | 24.03.2016                   | Pireus                       | Grecja                       | Czarnogóra                   | 2:1                          |                              | Mecz towarzyski              |
| 3.                           | 23.03.2018                   | Nikozja                      | Cypr                         | Czarnogóra                   | 0:0                          |                              | Mecz towarzyski              |
| 4.                           | 02.06.2018                   | Podgorica                    | Czarnogóra                   | Słowenia                     | 0:2                          |                              | Mecz towarzyski              |
| 5.                           | 07.06.2019                   | Podgorica                    | Czarnogóra                   | Kosowo                       | 1:1                          |                              | el. ME 2020                  |
| 6.                           | 10.06.2019                   | Ołomuniec                    | Czechy                       | Czarnogóra                   | 3:0                          |                              | el. ME 2020                  |
| 7.                           | 05.09.2019                   | Podgorica                    | Czarnogóra                   | Węgry                        | 2:1                          |                              | Mecz towarzyski              |
| 8.                           | 14.10.2019                   | Prisztina                    | Kosowo                       | Czarnogóra                   | 2:0                          |                              | el. ME 2020                  |
| 9.                           | 14.11.2019                   | Londyn                       | Anglia                       | Czarnogóra                   | 7:0                          |                              | el. ME 2020                  |
| 10.                          | 05.09.2020                   | Nikozja                      | Cypr                         | Czarnogóra                   | 0:2                          |                              | LN 2020/2021                 |
| 11.                          | 08.09.2020                   | Luksemburg                   | Luksemburg                   | Czarnogóra                   | 0:1                          |                              | LN 2020/2021                 |
| 12.                          | 10.10.2020                   | Podgorica                    | Czarnogóra                   | Azerbejdżan                  | 2:0                          |                              | LN 2020/2021                 |
| 13.                          | 13.10.2020                   | Podgorica                    | Czarnogóra                   | Luksemburg                   | 1:2                          |                              | LN 2020/2021                 |
| 14.                          | 14.11.2020                   | Zaprešić                     | Azerbejdżan                  | Czarnogóra                   | 0:0                          |                              | LN 2020/2021                 |
| 15.                          | 17.11.2020                   | Podgorica                    | Czarnogóra                   | Cypr                         | 4:0                          |                              | LN 2020/2021                 |
| 16.                          | 24.03.2021                   | Ryga                         | Łotwa                        | Czarnogóra                   | 1:2                          |                              | el. MŚ 2022                  |
| 17.                          | 27.03.2021                   | Podgorica                    | Czarnogóra                   | Gibraltar                    | 4:1                          |                              | el. MŚ 2022                  |
| 18.                          | 30.03.2021                   | Podgorica                    | Czarnogóra                   | Norwegia                     | 0:1                          |                              | el. MŚ 2022                  |

## Sukcesy

### Rudar Pljevlja
- Mistrzostwo Czarnogóry (1×): 2009/2010
- Puchar Czarnogóry (1×): 2010/2011
- Wicemistrzostwo Czarnogóry (1×): 2011/2012

### FK Budućnost Podgorica
- Wicemistrzostwo Czarnogóry (2×): 2017/2018, 2018/2019